# Турівка (Броварський район)
Турі́вка — село в Україні, в Броварському районі Київської області. Входить до складу Згурівської селищної громади.

## Загальні відомості
Населення становить 589 осіб.
Село розташоване на межі із Прилуцьким районом Чернігівської області. Біля села протікає річка Перевід.
Сільський голова — Волочнюк Валентин Якович.
У 2009 році була відкрита нова школа, котра названа ім'ям Миколи Маркевича.

## Історія
Село Турівка утопає в садах біля розлогого Переводу. Поблизу численні кургани епохи бронзи (ІІ тис. до н.е.). Тут в ще в сиву давнину оселилися далекі пращури. Виявлені могильники поблизу села відносяться до епохи Київської Русі. Одержані результати дослідження цих могильників дають підстави стверджувати, що вони слов'янські і супроводжували поселення та городище XII-XIII століть.
Перша письмова згадка про село з'явилася на карті французького інженера Гійома Левассера де Боплана, опублікованої у 1640 р.
В історичних джерелах зазначено: Між Турівкою і Піддубівкою «ратушна давня сіножать „іще покійним батьком полковника Федора Маркевича, Прилуцького сотника, занята». Марком Марковичем Маркевичем (1646-1712), тестем гетьмана Скоропадського. В 1648 році козаки села Турівки увійшли до складу Першої Прилуцької сотні. До 1709 року Турівка була вільним військовим селом, підпорядкованим Прилуцькій ратуші. У 1709 році прилуцький полковник Іван Ніс наділив Турівкою значкового військового товариша Якима Івановича Горленка. Універсалом Скоропадського 12 червня 1712 року Турівка була передана значковому військовому товаришу Федору Маркевичу «для допомоги його господарству». Маркевич раніше скупляв навколо Турівки землі і мав неподалік хутірець. З 1737 року стала належати Густинському монастирю, який мав у селі дерев‘яну церкву Всіх Святих. В той час у селі мешкало 3 особи духівництва. З 1787 року селом володіли прем‘єр-майор Іван Маркевич та бунчуковий товариш Іван Маркевич. За їх володіння чоловіче населення зросло з 422 до 583 душ. Частина козацького населення було закріпачено. Згідно опису Київського намісництва 1781 року в селі Турівка було 106 хат. У двох хатах проживали сім‘ї виборних козаків, у ста чотирьох – сім‘ї посполитих, різночинних, козацьких підсусідків та підсусідків владики. В селі один представник духовенства, два церковники та проживало 422 жителі. Поряд - два хутори Турівські: перший - бунчукового товариша Івана Маркевича (63 жителі) та другий – полкового осавула Григорія Заїковського (14 жителів). Маркевичі володіли Турівкою і в XIX столітті. Підпоручик Ілля Іванович Маркевич і колезький асесор Іван Дмитрович Маркевич у 1817 р. отримали у спадок будинок і частину селян. Андрій Іванович Маркевич у 1818 році успадкував Турівку разом з хутором Жадьківським, а потім його син Микола Андрійович із сестрами Євдокією і Варварою з 1832 року володіли Турівкою. 
1859 - 208 дворів, 1256 жителів.
Після реформи 1861 року в Турівці було створене Волосне правління тимчасовозобов'язаних селян, якому були підпорядковані 5 сільських громад (759 ревізійних душ). Козаки Турівки підпорядковувались Рудівському Волосному правлінню відомства Палати державного майна. Після реорганізації волостей 1867 Турівка стає центром волості 3-го стану. У 1872 році на кошти поміщика Івана Маркевича була споруджена нова дерев‘яна церква. У 1886 році тут було 295 дворів селян-власників, які входили до 3-х сільських громад (Маркевичівська 1-ша, Маркевичівська 2-га та Фріц-Ушаківська), існувало 6 дворищ козаків і 3 двори міщан. В селі налічувалось 312 хат з 1714 мешканцями. В селі діяла церква Всіх Святих, земське початкове однокласнучилище, засноване у 1871 році, працювало 4 шинки, 5 крамниць, 8 вітряків. З 1895 року щосереди селяни Турівки і жителі навколишніх сіл збирали сільський базар. Кожного року відбувалися 4 ярмарки: Трьохсвятительський (30січня); Пантелеймонівський (27 липня); Преображенський та Вознесенський. У 1903 році Михайло Миколайович Маркевич разом з братом Борисом Миколайовичем мали 732 десятини землі. У 1910 році Маркевичі в Турівці (разом з маєтком Фріцатаха та Прохорівкою) мали 371 господу, з них сім дворищ козаків. Всього проживало 2203 мешканці, серед котрих було 15 теслярів, 14 кравців, 6 шевців, 1 столяр, 2 ковалі, 1 слюсар, 79 ткачів, 1 візник, 55 поденників, 29 займалися інтелігентними та 271 іншими неземлеробськими заняттями, а інше доросле населення займалося землеробством на 2157 десятинах чорнозему. У земському початковому однокласному училищі навчалося 114 хлопчиків та 22 дівчинки. В 1902 році була збудована нова дерев‘яна церква Всіх Святих, яка у радянський період знищена, а у 1912 році була відкрита жіноча школа грамоти. Землевласниками в цей період у Турівці були поміщики: Михайло Миколайович і Степан Дмитрович Маркевичі, Володимир Васильович і Василь Васильович Масляннікови та Р.М.Милорадович.
1912 року - 1798 жителів.
Упродовж історії село неодноразово відносили до різних адміністративних утворень: Прилуцького повіту Полтавської губернії — 1802, Турівської сільради  — 1920, Згурівського району Київської області — 1935, Яготинського району — 1963, Згурівського району — 1986, Броварського району — 2020.
У 1923 році створений Турівський район Прилуцького округу, який межував з Яблунівським, Яготинським, Малодівицьким районами та Ніжинським округом. Він займав площу 508,6 км2. В район входило 13 сільських рад, 7803 господ селян, 37477 жителів, які мешкали в 50-ти населених пунктах: с. Аркадіївка, Вейсбахівка, Гнилиця, Згурівка, Красне, Миколаївка, Оржиця, Пасківщина, Піддубівка, Погреби, Середівка, Турівка і 36 хуторів, 2 господарства, цукроварня. У серпні територія Вейсбахівської сільради була передана до складу Малодівицького району. У 1930 році в Турівський район входило 13 сільських рад, 47 населених пунктів (в т.ч. 33 хутори, З господарства, цукроварня), було 7343 дворищ з 35634 жителями. Після розформування 13.06.1930 Прилуцького округу, територія його тимчасово відійшла до Лубенського округу. У 1925 році в Турівці було 530 дворищ з 2289 мешканцями, а в 1930 році село зменшилось до 434 дворищ з 1910 мешканцями. У 1930 році до Турівки приєднаний хутір Новоселівка, який входив до Турівської сільради Турівського р-ну Прилуцького округу в 1923-1930 роках. Хутір був розташований за 500 метрів від села. 1925 році в Новоселівці було 15 дворів, 65 жителів. У 1930 році – 89 дворів, 403 жителі. 1930 року район ліквідовано.
З 2020 село Турівка входить в склад Згурівської селищної громади. 26 серпня 2022 в процесі дерусифікації було перейменовано 2 вулиці, а саме вул. Гагаріна на вул. Вишнева, вул. Пушкінська на вул. Сонячна.

## Галерея

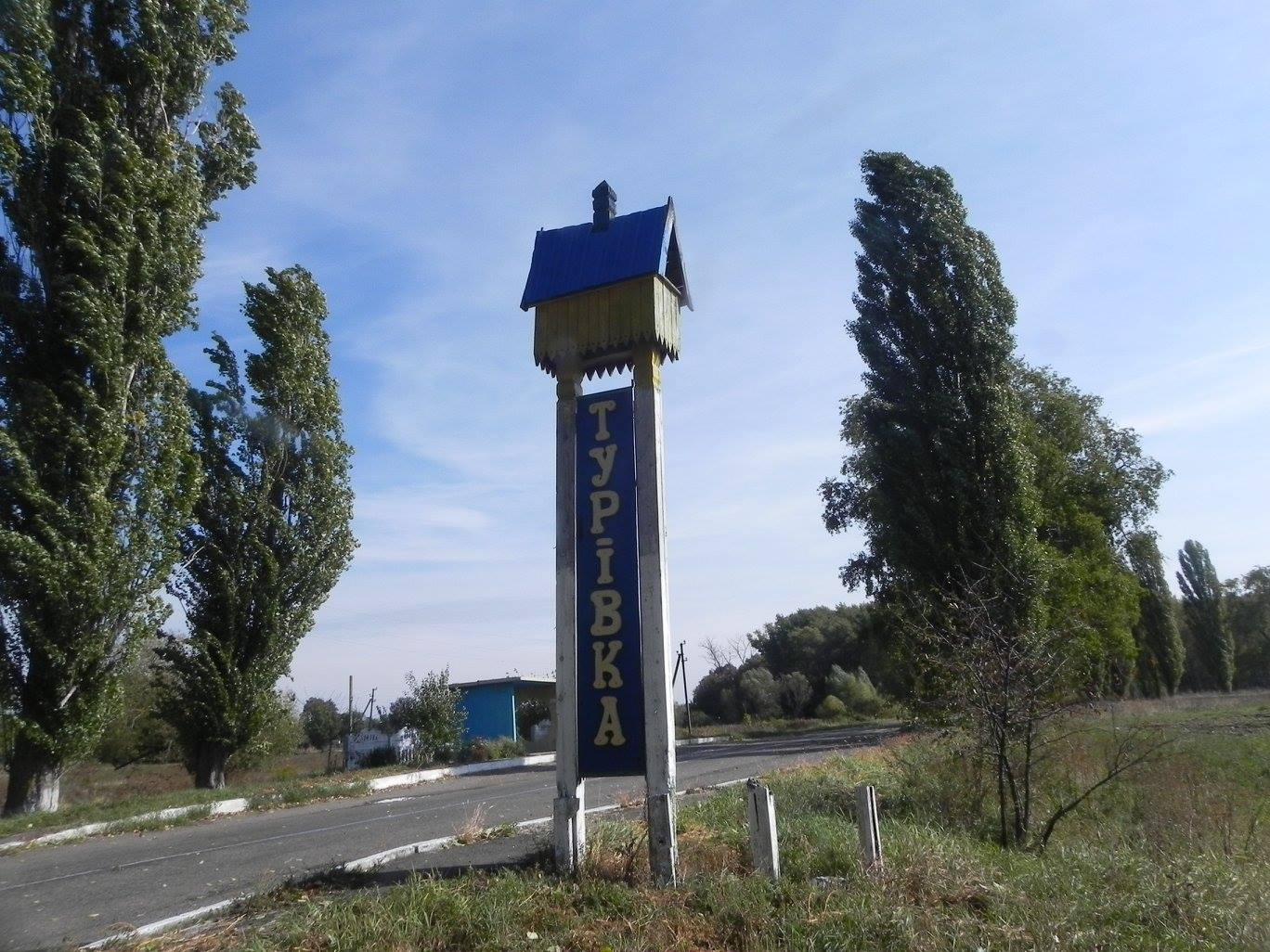
В'їзд у село
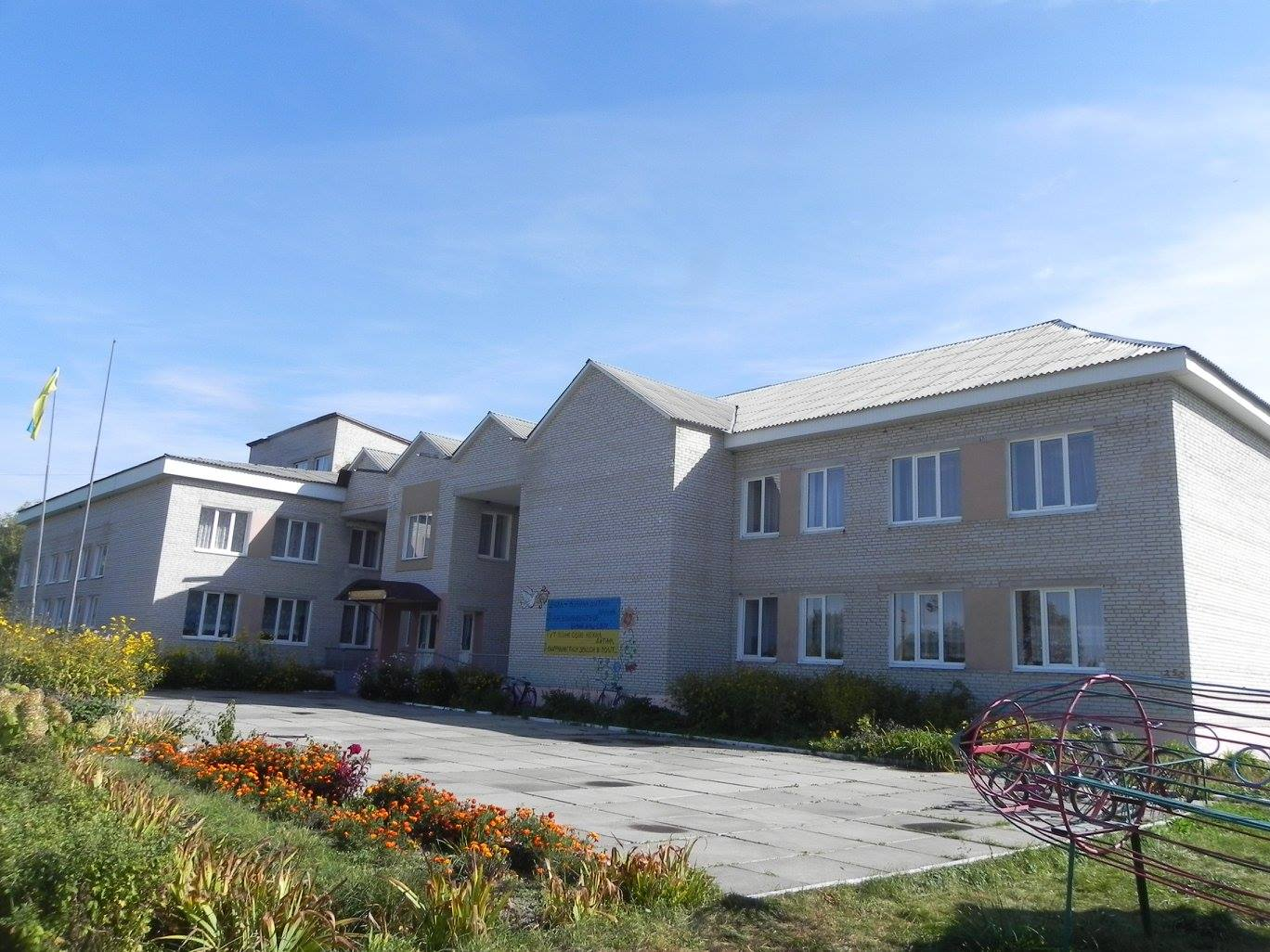
Школа імені Миколи Маркевича
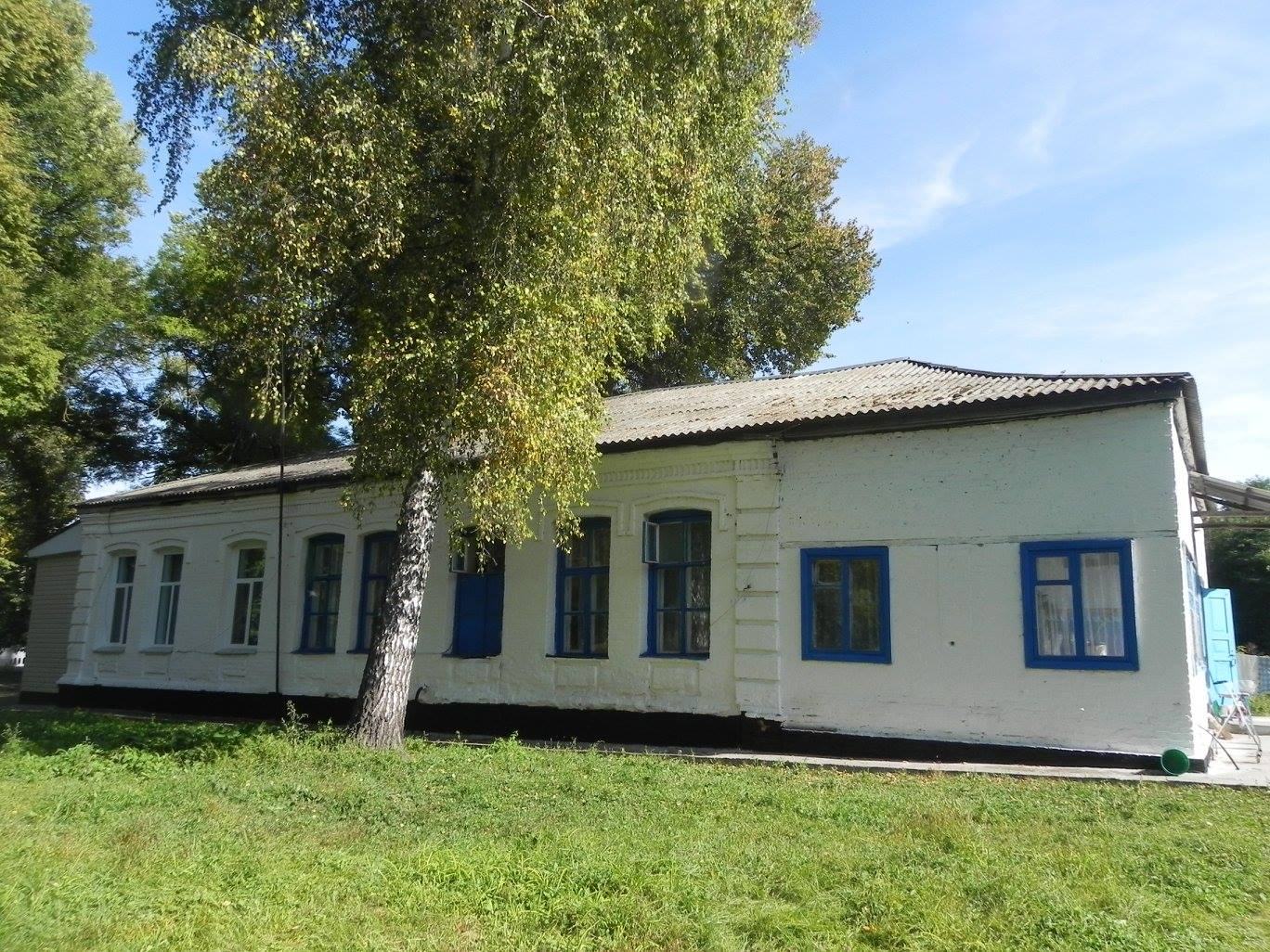
Будівля колишньої земської лікарні
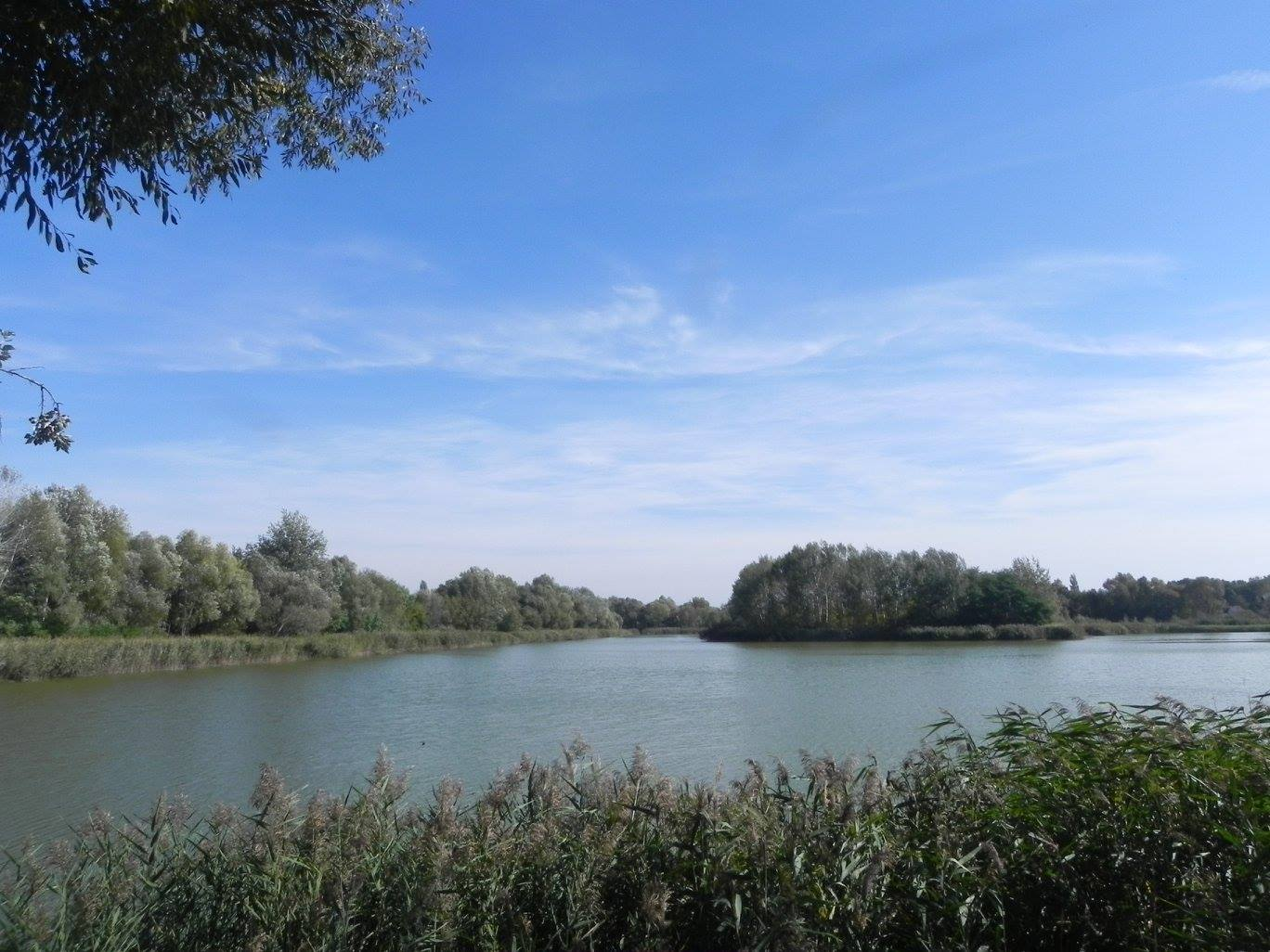
Ставок біля села
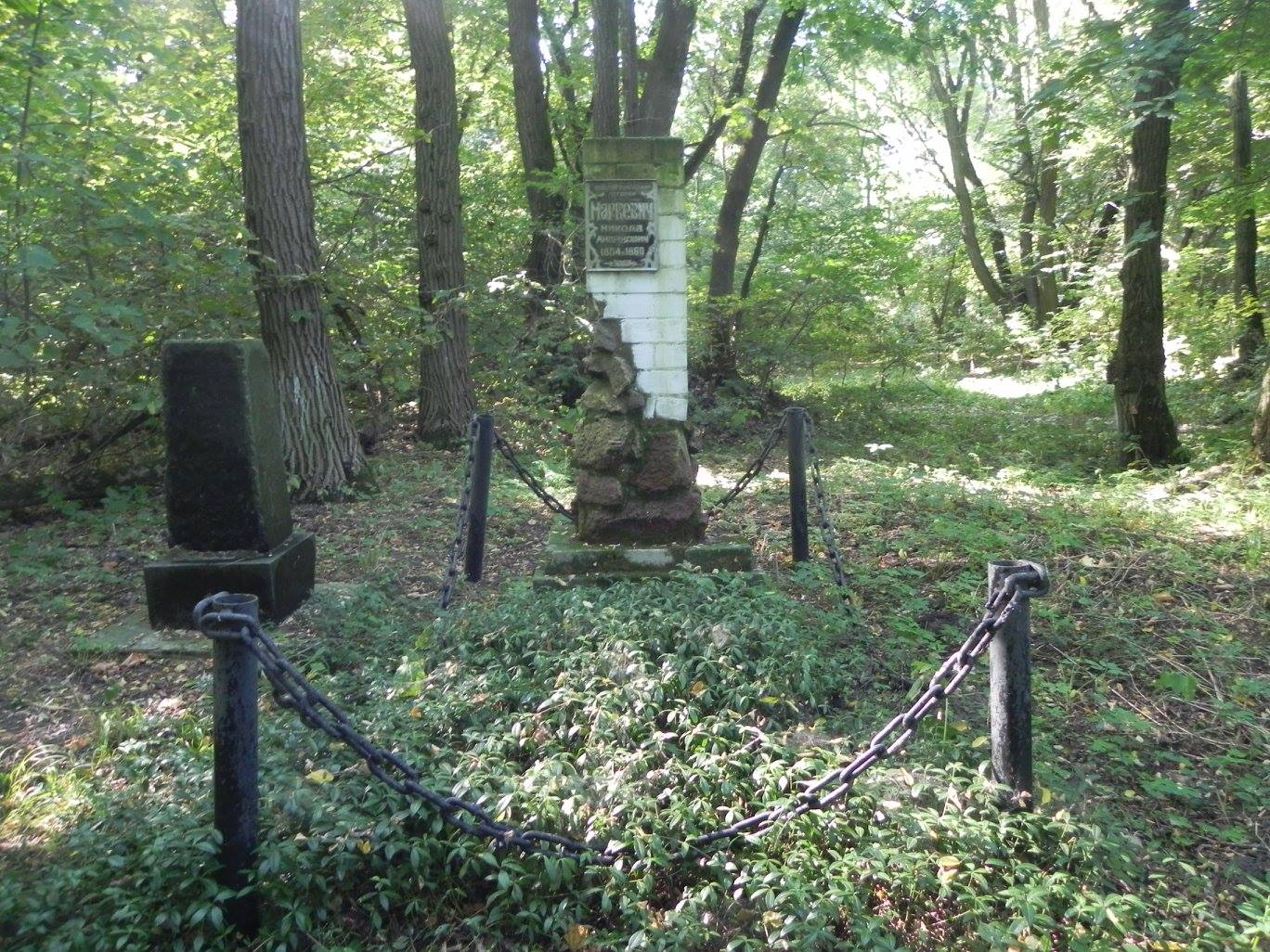
Могила Миколи Маркевича

## Видатні особи
- Горбань Софія Гаврилівна (1918) — довгожителька, що народилася у селі. Разом із чоловіком виховала трьох дітей. Після смерті чоловіка переїхала жити до дочки у Прилуки[4].
- Колодуб Олександр Олексійович (1900—1994) — український оперний співак, режисер, сценограф, педагог, професор Київської консерваторії. Народився в селі Турівка.
- Кононенко Мусій Степанович — народився 22 серпня (3 вересня) 1864 року в селі Турівка Прилуцького повіту Полтавської губернії — український поет і прозаїк, активний діяч кооперативного руху та головний координатор Братства тарасівців, який залучив до братства Миколу Міхновського. Почав писати вірші у шістнадцятирічному віці, вперше опублікувався 1883 року, видавши у Києві поему «Нещасне кохання». До раннього періоду творчості належить «Ліра» (К., 1885) — збірник поезій, «Москаль, змій та царівна» (1889), «Княгиня-кобзар» (К., 1889) та «З Богом не змагайсь» (К., 1895; надалі видавалася під назвою «Багатий Марко»). Друкувався в Галичині, в часописах «Зоря», «Правда», «Дзвінок», «Літературно-науковий вісник». Є автором збірок поезій «Струни» (1908), «Хвилі» (кн. 1—6, 1917—1918). Серед віршів Кононенка є покладені на музику та стали піснями: «За нелюбом» («Одружили мене силою»), «Вечір» («Сховалось сонце за горою»). Створив поеми «Мати», «Свекруха», легенду «Покута». В 1914 році видав книжку «Кооперативи Лубенського повіту», де подав чимало цінного матеріалу з життя та побуту селян. Окрему цікавість становить його праця «Оповідання про Т. Шевченка: 3 народних уст» (1892) та нарис «На Шевченковій могилі» (1894). Помер 14 червня 1922 року похований в Нових Санжарах.
- Маркевич Микола Андрійович — відомий український історик, поет, автор поетичної збірки «Украинские мелодии», етнограф, фольклорист, музикант, що поклав на музику вірш Шевченка «Нащо мені чорні брови», а Шевченко присвятив Миколі Маркевичу вірш «Бандуристе, друже сизий». Народився в селі Дунаєць, Глухівського району, Сумської області. Матір'ю Миколи Андрійовича була графиня Анастасія Василівна Гудович гербу Одровонж. Він мав маєток у Москві, але все життя прожив у Турівці. Завдяки його творчій діяльності Турівку неодноразово відвідували Тарас Шевченко, Пантелеймон Куліш, Віктор Забіла, композитор Глінка й Олександр Пушкін. У селі на могилі М. А. Маркевича в 1989 році встановлений пам'ятник.
- Міхновський Микола Іванович — село Турівка — Батьківщина видатного українського політичного та громадського діяча (1873–1924) — правника, публіциста, основоположника, ідеолога і лідера самостійницької течії українського руху кінця XIX — початку ХХ ст., автора славнозвісної брошури «Самостійна Україна», одного з організаторів українського війська, борця за незалежність; співзасновника першої політичної партії у Наддніпрянській Україні — Революційної української партії (РУП); лідера Української народної партії, співорганізатора Української демократично-хліборобської партії, члена Братства самостійників; ідеолога державної самостійності України.[5]. 5 квітня 2013 року в селі відкрито пам'ятник Миколі Міхновському.
- Міхновський Юрій Іванович — полковник Російської царської армії, учасник двох воєнних кампаній — російсько-японської і Першої Світової, брат Миколи Міхновського.

## Пам'ятки
- Миколі Андрійовичу Маркевичу
- Миколі Івановичу Міхновському
- Християнська церква «Всіх Святих»